# Sand (Prebitz)
Sand ist ein Gemeindeteil der Gemeinde Prebitz im Landkreis Bayreuth (Oberfranken, Bayern). Sand liegt in der Gemarkung Prebitz.

## Lage
Der Weiler bildet mit Engelmannsreuth im Norden eine geschlossene Siedlung. Unmittelbar südlich verläuft die Bahnstrecke Nürnberg–Cheb.

## Geschichte
Mit dem Gemeindeedikt (frühes 19. Jahrhundert) wurde Sand dem Steuerdistrikt Losau und der Ruralgemeinde Prebitz zugewiesen.